# Meteorus salicorniae
Meteorus salicorniae är en stekelart som beskrevs av Otto Schmiedeknecht 1897. Meteorus salicorniae ingår i släktet Meteorus och familjen bracksteklar. Inga underarter finns listade i Catalogue of Life.